# Burg Momberg
Die Burg Momberg ist eine abgegangene Burg in Momberg, einem Ortsteil von Neustadt im Landkreis Marburg-Biedenkopf in Hessen.
Die von den Herren von Momberg erbaute Burg wurde erstmals 1236 erwähnt, um 1399 zerstört und ist danach verfallen. Der Burgstall zeigt keine Reste mehr.